# Anna Parrow
Anna Elisabet Parrow, född Eklund 30 maj 1965 i Lund, är en svensk dansare och skådespelare.
Parrow studerade vid Cullbergbalettens elevskola 1978-1979 samt Operans balettskola 1979-1982 och var därefter engagerad som dansös vid Operan 1982-1984. Hon engagerades vid Oscarsteatern 1984-1985 där hon framträdde med sång och dans i Glada änkan, därefter Dramaten 1986-1990. Vid denna tid bytte Parrow inriktning och utbildade sig till skådespelerska vid Teaterhögskolan i Stockholm 1990-1993. Därefter följde engagemang vid Orionteatern 1993-1994 och senare vid Lilla Teatern i Helsingfors.  

## Filmografi (urval)
- 1990 – Kaninmannen
- 1994 – Min fynske barndom
- 1995 – Sommaren
- 1997 – Kung Lear
- 1998 – Aspiranterna
- 1999 – En dag i taget - Ätstörningar
- 1999 – c/o Segemyhr
- 1999 – S:t Mikael
- 1999–2002 – Skilda världar (TV-serie)

## Teater

### Roller (ej komplett)
| År   | Roll    | Produktion                                        | Regi           | Teater   |
| ---- | ------- | ------------------------------------------------- | -------------- | -------- |
| 1988 | Tiggare | Tolvskillingsoperan Bertolt Brecht och Kurt Weill | Peter Langdal  | Dramaten |
| 1988 | Mimare  | Mästaren och Margarita Michail Bulgakov           | Jurij Ljubimov | Dramaten |